# 提比里斯歌劇和芭蕾劇院

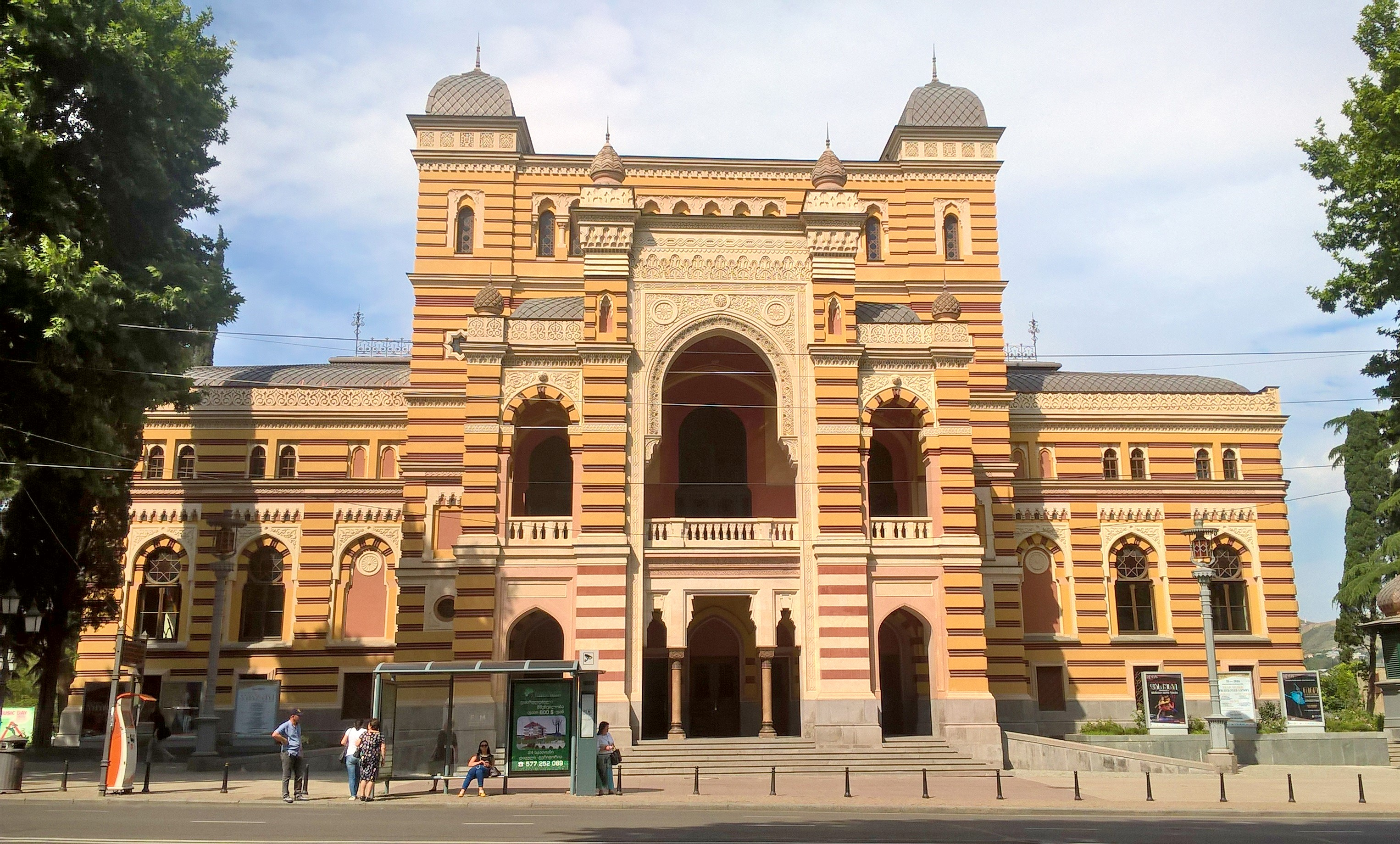
提比里斯歌劇和芭蕾劇院

提比里斯歌劇和芭蕾劇院是位於喬治亞首都提比里斯市中心自由廣場的一座建築，也是喬治亞主要文化表演場地之一。提比里斯歌劇和芭蕾劇院竣工於1851年，是東歐歷史最古老的歌劇和芭蕾劇院之一。